# Acacia gonoclada
Acacia gonoclada är en ärtväxtart som beskrevs av Ferdinand von Mueller. Acacia gonoclada ingår i släktet akacior, och familjen ärtväxter. Inga underarter finns listade i Catalogue of Life.